# Hedvábí muga

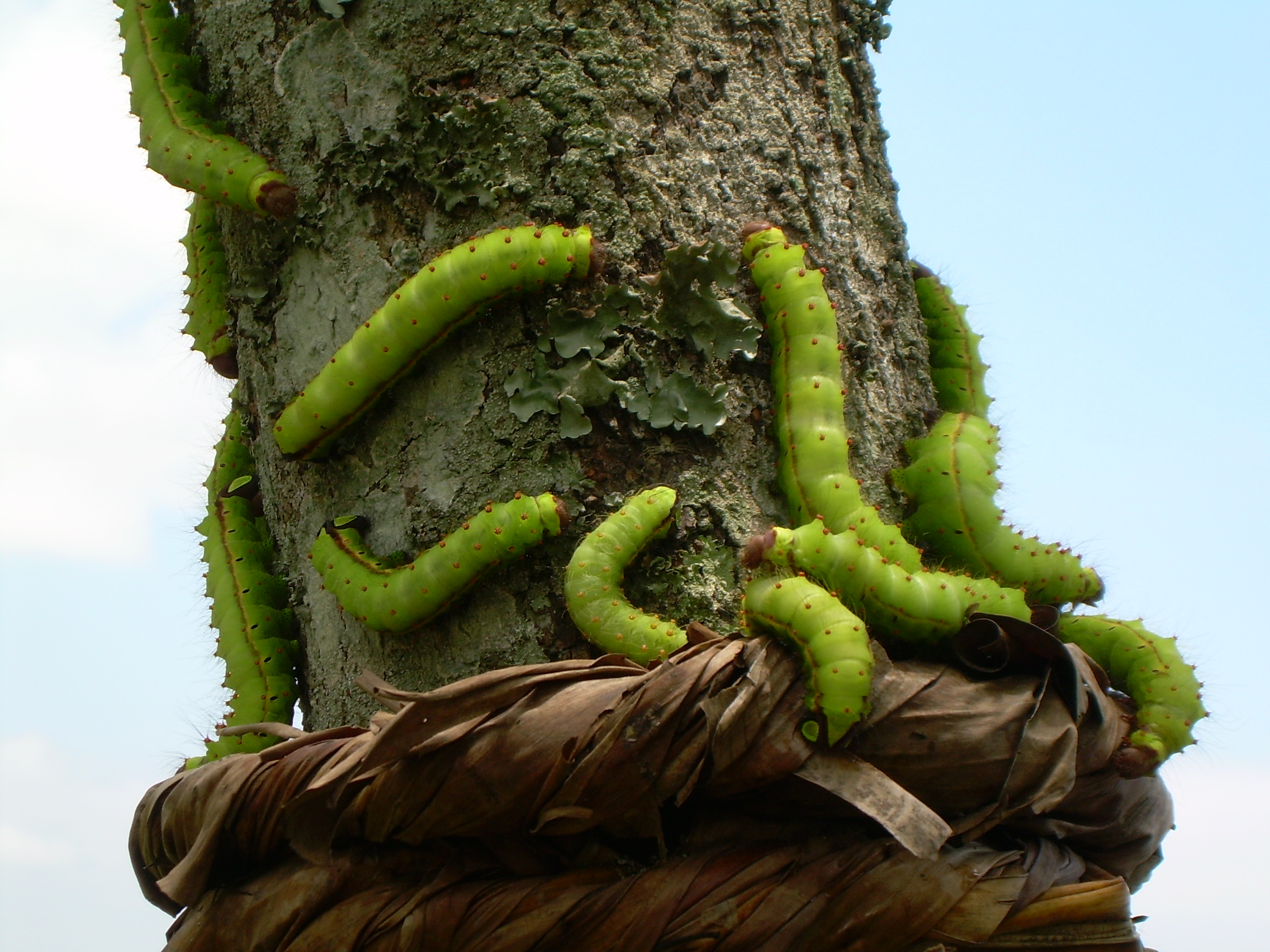
Housenky Atheraea assamensis na kmenu stromu som

Muga je hedvábí získávané ze sekretu housenky Atheraea assamensis pocházející z indického státu Ásám. Jméno znamená v ásámském dialektu nažloutle zlatý.  Muga je považována za jedno z nejdražších druhů hedvábí. 

## Z historie mugy
Začátek využívání vláken mugy není znám. Nejstarší archivní doklady o jejich existence pocházejí ze 13. století, za první úředně uznaný popis mugy je považována zpráva anglického cestovatele Taverniara z roku 1662. Po osamostatnění Indie podporoval stát značnými částkami peněz zvýšení efektivnosti v chovu housenky a zpracování mugy, celý sektor však zůstal v principu na úrovni dávno zastaralé zemědělské a řemeslné výroby. Ve 20. století dosáhla výroba příze maximálně 94 tun (1959), teprve v 21. století se výroba soustavně zvyšuje – ve 2. dekádě z cca 100 na 160 ročních tun.

## Tvorba hedvábí

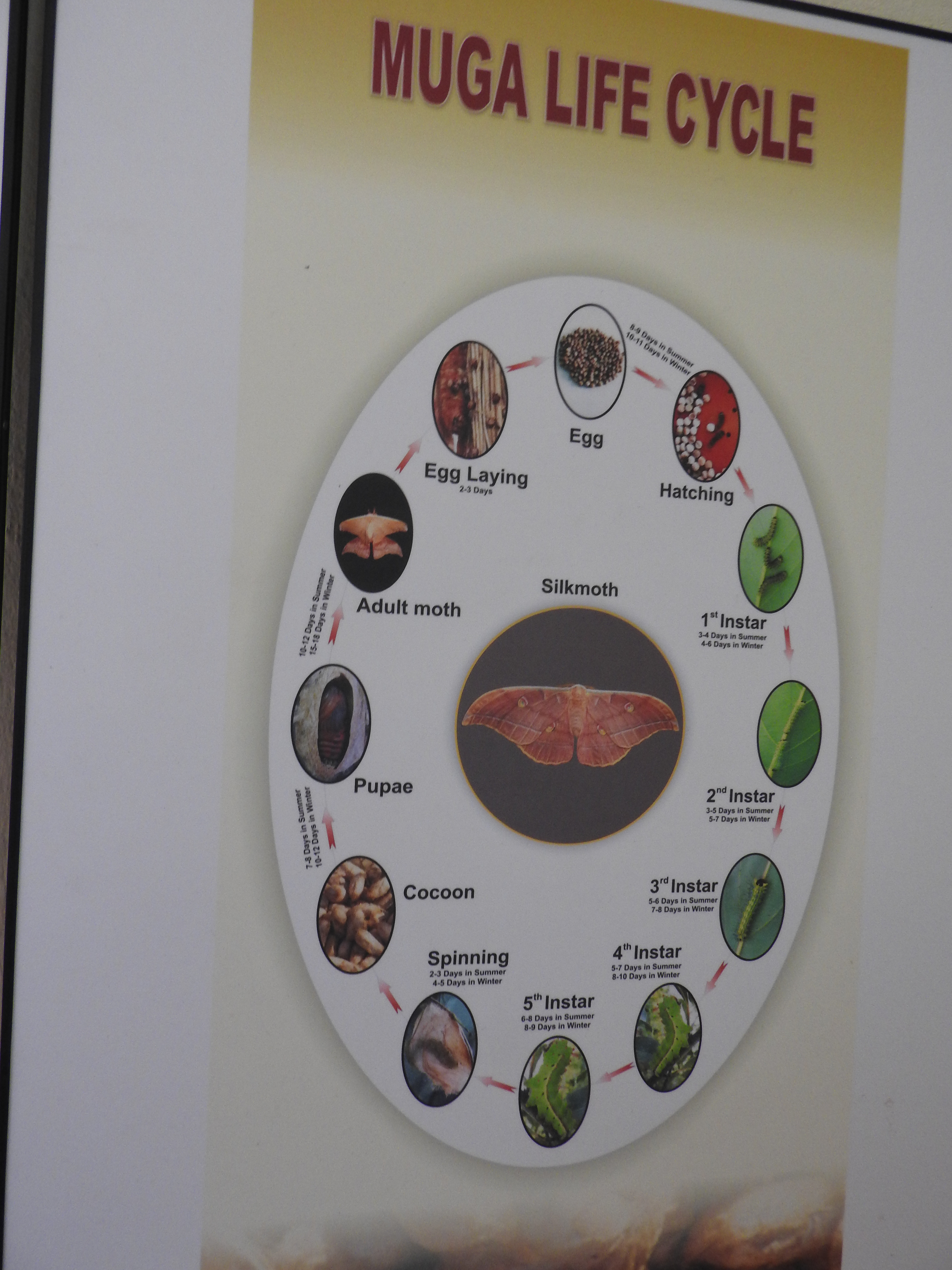
Životní cyklus housenky Atheraea assamensis

### Chov housenek
Housenka se živí listím rostlin som a soalu.  Jsou to víceleté stromy, na jejichž listy se mohou pět až šestkrát ročně klást housenky, které během cca 50 dní v létě a 120 dní v zimě tvoří kokony se zvláknitelnou tekutinou. Povětrnostní podmínky při chovu ve volné přírodě způsobují ztráty nejméně 50 % housenek.
V Assamu (s podílem 95 % na celosvětové produkci mugy) se k tomu účelu využívá asi 10 000 hektarů lesa, v roce 2022 se počítá se sklizní 1,3 miliony kokonů (produkce se zvýšila v posledních 10 letech na dvojnásobek). Chovem housenek Atheraea assamensis se zabývá asi 150 000 lidí.
K výrobě 1 kg hedvábné příze (průměrně 5-6 tex) se spotřebuje asi 5000 kokonů. Ve 2. dekádě 21. století se prodávalo 1000 kokonů ke smotávání za 15-20 €.

### Smotávání
Smotávání se provádí i v 21. století ručně nebo na mechanických zařízeních s pedálovým pohonem. Na smotávačí je umístěna vana s kokony, kokony se namáčejí v horké vodě, vlákna (filamenty) z cca 8-10 kokonů se spojují dohromady a smotávají jako surová hedvábná příze obsahující asi 250 metrové nepřetržité délky filamentů. Smotávané filamenty se druží a zakrucují s pomocí křídla a příze se navíjí na vřeteno. Na většině konstrukcí se navíjí jedna cívka, vylepšená zařízení mají čtyři vývody. Na vylepšených zařízeních se počítá s výkonem cca 150 gramů příze za 8 hodin.

## Vlastnosti a použití mugy
Vlákno vyniká přirozenou zlatou barvou, leskem a odolností. Tloušťka je v rozsahu 4-6 dtex, pevnost cca 4 g/dtex, navlhavost 30 %. 

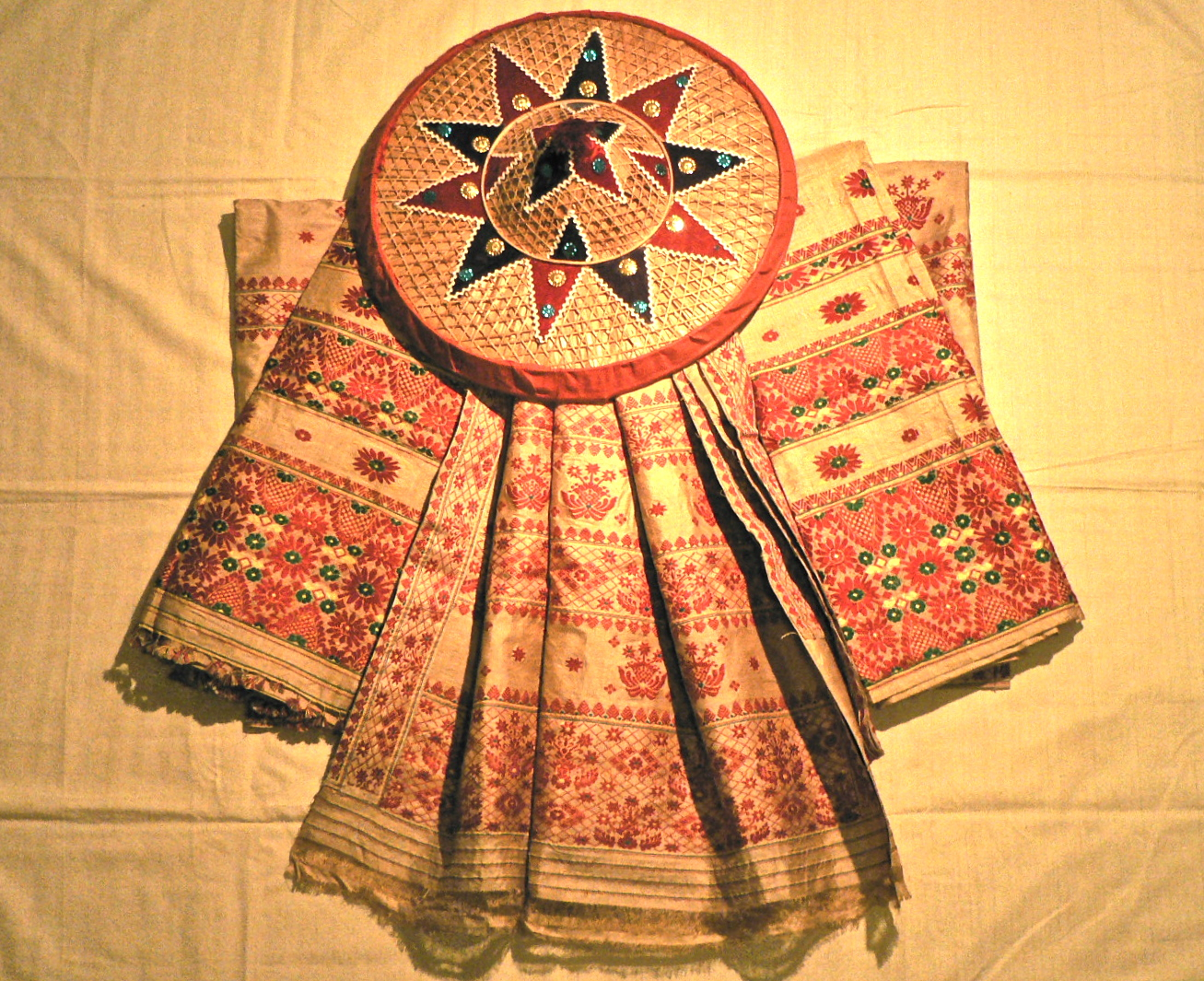
Čádory s kloboukem obroubeným tkaninou z mugy

Muga se zpracovává především v Indii. Na začátku 21. století se muga tkala na cca 2000 ručních stavech,  asi 10 % z nich vybavených se žakárem.
K úpravě tkanin patří: odklížení – bělení – barvení přírodními barvivy (nebo potiskování) – finální úprava (nemačkavá, kalandrování, hlazení aj).
Hlavní druhy oděvů: mekhla (dámské kalhoty a sukně s květinovým zdobením), čádory (dámské přehozy s květinovým vzorováním nebo s lemováním) a sárí (na jedno sárí se spotřebuje asi 1 kg hedvábí, celkové zhotovení trvá cca 10 dní a výrobek se prodává za 150-2000 € ).
V roce 2007 dostaly tři výrobky z hedvábí muga od ministerstva obchodu zemské vlády v indickém Čennai tzv. Geografickou identifikaci, což je certifikát o jedinečnosti a jisté záruce jakosti. 